# Krîcevîci, Kovel
Krîcevîci (în ucraineană Кричевичі) este localitatea de reședință a comunei Krîcevîci din raionul Kovel, regiunea Volînia, Ucraina.

## Demografie
Componența lingvistică a localității Krîcevîci
     Ucraineană (99,76%)
     Alte limbi (0,24%)
Conform recensământului din 2001, majoritatea populației localității Krîcevîci era vorbitoare de ucraineană (99,76%), existând în minoritate și vorbitori de alte limbi.